# Littérature malaise
Ne doit pas être confondu avec littérature malaisienne.
L'expression littérature malaise doit être comprise comme désignant la littérature écrite en langue malaise, indépendamment du pays dans laquelle elle est écrite : Brunei, Indonésie, Malaisie, Singapour ou diasporas.

## La littérature malaise en Indonésie
Dans le contexte indonésien, la définition de « littérature malaise » ne peut être séparée d'une conception idéologique et politique. En effet, avec l'apparition dans les Indes orientales néerlandaises, à partir des années 1920, d'un mouvement national qui vise à la prise de conscience d'une identité nationale indonésienne et à l'indépendance des Indes néerlandaises, et adopte comme langue de la future nation le malais rebaptisé "indonésien", il est désormais entendu que la littérature écrite en malais est une littérature indonésienne.

### La littérature malaise chinoise
Dans les Indes orientales néerlandaises, durant l'époque coloniale, s'est développée à partir des années 1880 une littérature en langue malaise écrite par des Chinois Baba-Nyonya (Peranakan, Chinois des détroits). Cette littérature est constituée de différentes composantes :
- des traductions en malais de classiques chinois,
- des articles de la presse,
- à partir des années 1920, de romans.

Les thèmes abordés concernent essentiellement le monde des Peranakan, leur vie quotidienne, leurs rapports avec les autres populations des Indes néerlandaises.
- (en) Chinese Malay literature

## La littérature malaise au Brunei
- Écrivains brunéiens
- Culture du Brunei

## La littérature malaise en Malaisie
- (en) Terengganu Inscription Stone

Le malaisien est une des formes du malais, appelée également Bahasa Melayu Baku ou « malais standard ». Il existe en effet en Malaisie plusieurs parlers régionaux appartenant au groupe malais. Le malaisien est enseigné dans toutes les écoles du pays et sert d'outil de communication interethnique (en concurrence avec l'anglais pour la classe moyenne et urbaine).
Il existe au total 138 langues autochtones ou d'immigration. L'une d'elles, le jedek a même été répertoriée en 2017 seulement. Dans les faits, le malaisien, l'anglais, le mandarin et le tamoul demeurent les langues les plus importantes.
- Langues de Malaisie, Langues en Malaisie

### La littérature malaise classique
La littérature malaise classique comprend deux courants : un courant populaire et un courant plus élaboré qui s'est développé dans les cours des sultanats. Les genres littéraires sont variés. Parmi les genres en prose, on trouve le hikayat (épopée), le cerita (récit), le sejarah (histoire) ou silsilah (généalogie) et le undang-undang (recueil de coutumes). Parmi les genres poétiques les plus connus et qui ont engendré la plus grande production, on note le pantun (à ne pas confondre avec le pantoum, bien qu'il en soit l'ancêtre) et le syair.
Nombres d'œuvres de la littérature malaise classique relatent des évènements historiques ou imaginaires se rapportant à telle région de l'archipel ou de la péninsule. Ces œuvres dites historiques comprennent généralement deux parties. La première est mythique ou légendaire et cherche à asseoir la légitimité du souverain en lui attribuant des origines fabuleuses, le faisant descendre, par exemple, d'Alexandre le Grand, d'un roi à la naissance extraordinaire ou du prophète Adam. La deuxième partie est plus réaliste. Il en est ainsi des fameux textes de Sejarah Melayu (Les Annales Malaises) et Hikayat Hang Tuah (L'Épopée de Hang Tuah), mais aussi, entre autres, de Hikayat Raja-Raja Pasai (Histoire des rois de Pasai), Hikayat Merong Mahawangsa (sur l'histoire du Kedah) ou Misa Melayau (sur l'histoire du Perak).
La littérature malaise classique s'est aussi inspirée d'épopées indiennes, persanes ou javanaises desquelles furent tirées des transpositions qui forment aujourd'hui le socle de la tradition littéraire locale. Hikayat Sri Rama est ainsi l'adaptation de la fameuse épopée indienne du Ramayana. Hikayat Pandawa Lam (Histoire des cinq Pandava) et Hikayat Pandawa Jaya (Histoire des Pandava victorieux) dérivent du Mahabharata. Hikayat Kalilah dan Dimnah est la version malaise du Pañchatantra sanskrit. Parmi les transpositions d'œuvres persanes, on trouve Hikayat Muhammad Hanafiyyah ou encore Hikayat Bakhtiar ; parmi celles d'histoires en langue javanaise, on peut noter Cerita Panji, Hikayat Panji Semirang et Syair Panji Semirang, qui ont toutes pour héros le prince Panji. Beaucoup de ces œuvres ont un caractère religieux marqué et de nombreux hikayat ou syair ont pour thème les divers moments de la vie de Mahomet.

## Traductions
- Le Livre des charmes. Incantations malaises du temps passé, trad. Georges Voisset, La Différence, « Orphée », 1997